# Dolby Pro Logic IIx
Dolby Pro Logic IIx je zvukový dekodér od společnosti Dolby Laboratories, vyvinutý v roce 2003, který by měl být schopen (alespoň dle tvrzení této společnosti) přehrávat jakýkoliv zdroj zvuku v konfiguraci 2.0 nebo 5.1 jako zvuk s 6.1 nebo 7.1 kanály. Jeho předchůdcem je Dolby Pro Logic II. Tento dekodér by měl být schopen převést zvuk v konfiguraci 2.0 do konfigurace 5.1, 6.1 a 7.1. Toho se využívá u starších filmů kde byl zvuk pouze 2.0 (stereo) nebo 1.0.